# We Are Domi
We Are Domi, znani tudi kot Domi, je češko-norveška elektropop skupina, ustanovljena leta 2016 v Pragi na Češkem. Zasedbo sestavljajo glavna vokalistka Dominika Hašková, ki je hči upokojenega češkega hokejista Dominika Haška, kitarist Casper Hatlestad iz Stavangerja in klaviaturist Benjamin Rekstad iz Nesoddena.

## Zgodovina
Skupina We Are Domi je bila ustanovljena leta 2018 v Leedsu v Združenem kraljestvu. Njeni člani prihajajo iz Češke in Norveške. Leta 2021 je bila skupina razglašena za eno od udeležencev, ki sodelujeje na nacionalnem tekmovanju ESCZ 2022, za Pesem Evrovizije 2022. Zmagovalec je bil določen s kombinacijo glasov mednarodne žirije (50 %) in glasov mednarodne javnosti (25 %) ter glasov češke javnosti (25 %). Glasovanje je bilo potekalo od 7. do 15. decembra 2021 prek uradne aplikacije Pesem Evrovizije. Dne 16. decembra 2021 je bila skupina razglašena za zmagovalca, ki je prejela skupno 21 točk.

### Pesem Evrovizija 2022
Po zmagi na češkem nacionalnem izboru 16. decembra 2021 je skupina postala predstavnica Češke na tekmovanju za Pesem Evrovizije 2022 v Torinu s pesmijo Lights Off.  Skupina je nastopila v drugem polfinalu in se uvrstila v finale, v katerem je končala na 22. mestu. 

## Člani

### Trenutni člani
- Dominika Hašková (2018–danes) – vokal
- Casper Hatlestad (2018–danes) – kitara
- Benjamin Rekstad (2018–danes) – klaviature

### Nekdanji člani
- Jostein Braaten (2016–2019) – bobni
- Jemma Freese (2016–2020) – klaviature
- Theo Goss (2020) – bobni
- Paolo Mazzoni (2020) – bobni

## Diskografija

### Pesmi
- »Let Me Follow« (2019)
- »Wouldn't That Be Nice« (2019)
- »I'm Not Alright« (2020)
- »Someone New« (2020)
- »Come Get Lost« (2021)
- »Lights Off« (2021)
- »High-Speed Kissing« (skupaj s Lake Malawi, 2022)